# Transbrasil-Flug 303
Der Transbrasil-Flug 303 (Flugnummer IATA: TR303, ICAO: TBA303, Funkrufzeichen: TRANSBRASIL 303) war ein inländischer Flug von Belém nach Porto Alegre mit Zwischenstopps in Fortaleza, Brasília, Goiabeiras, Rio de Janeiro, Curitiba, São Paulo und Florianópolis. Am 12. April 1980 wurde auf diesem Flug eine Boeing 727-27C gegen einen Berg geflogen, wobei 55 der 58 Insassen an Bord starben.

## Maschine
Bei dem verunglückten Flugzeug handelte es sich um eine Boeing 727-27C, die zum Zeitpunkt des Unfalls 13 Jahre und 10 Monate alt war. Die Maschine wurde im Werk von Boeing in Renton im Bundesstaat Washington montiert und absolvierte am 1. Juli 1966 ihren Erstflug, ehe sie am 14. August desselben Jahres neu an Braniff International Airways ausgeliefert und durch diese mit dem Luftfahrzeugkennzeichen N7272 zugelassen wurde. Das Flugzeug trug die Werknummer 19111, es handelte sich um die 297. Boeing 727 aus laufender Produktion. Transbrasil übernahm die Maschine am 28. November 1975 und ließ diese mit dem Kennzeichen PT-TYS zu. Das dreistrahlige Schmalrumpfflugzeug war mit drei Triebwerken des Typs Pratt & Whitney JT8D-7 ausgestattet.

## Insassen
Den Flug auf dem betroffenen Flugabschnitt hatten 50 Passagiere angetreten, es befand sich eine achtköpfige Besatzung an Bord.

## Unfallhergang
Auf dem Flugabschnitt nach Florianópolis wurde die Maschine von einem Prüfkapitän der Zivilluftfahrtbehörde gesteuert, der zum Ausbilder auf diesem Flugzeugtyp fortgebildet wurde. Seine Ausbildung wurde vom Kapitän der Maschine überwacht. Die Besatzung führte während eines Gewitters und bei schlechter Sicht einen radiokompassgesteuerten Nichtpräzisionsanflug auf den Flughafen Florianópolis durch. Die Piloten ließen die Maschine dabei unter die Sicherheitsflughöhe sinken, bis sie gegen 20:38 Uhr gegen die nördliche Flanke des Hügels Morro da Virgínia, 22 Kilometer nordnordöstlich des Flughafens prallte. Bei dem Unfall starben 55 Insassen der Maschine, nur vier Passagiere überlebten zunächst schwerverletzt, von denen ein weiterer wenig später starb.

## Ursache
Die Unfallermittlungen ergaben, dass die Besatzung Entfernung, Geschwindigkeit und Höhe während eines Anflugs bei ungünstigen Wetterbedingungen falsch eingeschätzt habe. Vorherrschende Turbulenzen hätten es erschwert, die Querneigung während einer Kurve beizubehalten, was zu einer Verzögerung von 50 Sekunden beim Flug der Kurve führte. Da die  Besatzung blind darauf vertraute, sich an der erwarteten geografischen Position zu befinden, sei die Maschine am Ende der Anflugkurve unter die vorgeschriebene Höhe gesunken. Aufgrund des schlechten Wetters habe mangelnde Sicht geherrscht, außerdem sei es zu schwerwiegenden elektrischen Störungen gekommen, die den Empfang der Signale der NDB so sehr beeinträchtigten, dass ein fehlerhaftes Signal erzeugt wurde. Starke Seitenwinde, die die Maschine von ihrem Kurs abtrieben, seien von der Besatzung und der Flugsicherung ignoriert worden. Als beitragende Faktoren wurden eine unzureichende Überwachung des Fluges, ein unzureichendes Crew Resource Management, eine unsachgemäße Bedienung der Triebwerke, mangelnde Sicht aufgrund schlechter Wetterbedingungen sowie der Umstand vermerkt, dass es dem verantwortlichen Piloten nicht gelungen sei, ein zweites Durchstarten einzuleiten.